# جوان‌باستانیان
جوان‌باستانیان (نام علمی: Korarchaeota) نام یک شاخه (زیست‌شناسی) از حوزه باستانیان است.
جوان‌باستانیان تنها در محیط‌هایی با دمای بسیار بالا یافت شده‌اند. تحلیل ژن 16S rRNA آنها نشان می‌دهد که کاملاً از باستانیان دیگر متمایز هستند.